# Rosanne Philippens
Rosanne Philippens (Amsterdam, 26 oktober 1986) is een Nederlands violiste. 

## Loopbaan
Rosanne Philippens begon op driejarige leeftijd met viool spelen. Ze studeerde bij Coosje Wijzenbeek, Vera Beths en Ulf Wallin. Nog vóór haar eindexamen won zij in 2008 de Kersjesprijs, elk jaar toegekend aan jong talent door het Anton Kersjesfonds. In juni 2009 behaalde ze aan het Koninklijk Conservatorium (Den Haag) haar diploma summa cum laude. Voor dit examen kreeg zij ook de DebmanPrijs, toegekend voor het beste vioolexamen. In datzelfde jaar won zij het Nationaal Vioolconcours Oskar Back.  
Samen met pianist Yuri van Nieuwkerk was zij laureaat van Dutch Classical Talent 2012/2013. 
In 2014 besloot ze haar masterstudie aan de Hochschule für Musik „Hanns Eisler“ Berlijn bij Ulf Wallin met de hoogst mogelijke cijfers. 
In maart 2014 maakte Philippens haar concertdebuut met The Rotterdam Philharmonic Strings onder leiding van Yannick Nézet-Séguin. Als soliste speelde ze ook onder leiding van Michel Tabachnik, Stefan Asbury, Xian Zhang, Etienne Siebens en Martin Sieghart en met het Noord Nederlands Orkest, het Residentie Orkest, Het Gelders Orkest, het Orquestra Symfónica de Barcelona, de Stuttgarter Philharmoniker, Dalasinfoniettan in Zweden, het State Hermitage Orchestra te Sint Petersburg, het Pforzheim Kammerorchester, het Philharmonisches Orchester Freiburg en meer.
Tijdens de NJO muziekzomer 2014 voerde Philippens met dirigente Xian Zhang en het Nationaal Jeugd Orkest het Eerste vioolconcert van Karol Szymanowski uit. Dit werk hebben zij tevens opgenomen voor het label Channel Classics Records, vergezeld door de werken voor viool en piano van Szymanowski, op de cd Myth, opvolger van de cd Rhapsody. De meest recente CD genaamd Dedications bevat werken die componisten aan elkaar opdroegen. Centraal staat Eugène Ysaÿe die werken opdroeg aan Kreisler en aan wie omgekeerd werk werd opgedragen door Gabriel Fauré, Ernest Chausson en Camille Saint-Saëns. De volgende CD bevat naast het Tweede Vioolconcert van Sergej Prokofjev ook diens sonate voor soloviool en diens Vijf Melodieën.
Rosanne Philippens speelt geregeld samen met pianist Julien Quentin. Ze bespeelt de Barrère Stradivarius-viool uit 1727, die Janine Jansen vijftien jaar bespeelde. Dit instrument wordt ter beschikking gesteld door het Elise Mathilde Fonds en Coen van Beuningen.

## Privé
Rosannes zus Julia Philippens is jazzvioliste en lid van het ensemble Fuse.